# 高橋馨
高橋 馨（たかはし かおり、本名：竹村馨、1974年3月30日 - ）は、岩手県出身の元アーティスティックスイミング選手で、選手引退後は全日空に勤務していた。1996年アトランタオリンピックシンクロナイズドスイミング（当時）チーム銅メダリスト。日本大学卒業。